# Musée des transports urbains de Saint-Étienne et sa région
Pour les articles homonymes, voir Musée des transports.
Le Musée des transports urbains de Saint-Étienne et sa région est un musée qui présente, à travers ses collections, une rétrospective grandeur nature de l'histoire des transports urbains de l'agglomération stéphanoise. En effet, Saint-Étienne est la seule ville de France à avoir conservé une ligne de tramway dans son centre-ville, depuis 1881, et une des trois seules villes à toujours avoir un réseau de trolleybus.

## Collections

### Maquettes
Le musée expose une collection de diverses maquettes de trolleybus, bus et tramways, dont notamment:
- Les premiers tramways à vapeur de 1881
- Les premiers tramways électriques T.E. (« trams bleus ») de 1896
- Les motrices J de 1930
- Les motrices PCC de 1958/1968
- Les motrices Alsthom-Vevey Duwäg SET1 et SET2 de 1991/1998
- Les rames CAF Urbos 3 de 2016

### Véhicules préservés à l'intérieur du musée
Les tramways électriques 
- la motrice type, « H » de 1907,
- la motrice « PCC » de 1958, en cours de restauration

Les trolleybus et les autobus :  
- trolleybus  Vetra VCR de 1947
- trolleybus Vetra VBBh de 1960
- autobus  SAVIEM SC10 de 1971

Des véhicules de service:
- Voiture-échelle N°3 Renault de 1955

D'autres véhicules conservés par le musée sont stockés sur le site du Transpôle STAS.
Ce musée permet ainsi de retranscrire la vie quotidienne des Stéphanois et des employés de la compagnie tout au long de l’évolution de la ville et de ces transports urbains.